# Емілі Кросс
Емілі Кросс  (англ. Emily Cross, 15 жовтня 1986) - американська фехтувальниця, олімпійська медалістка.

## Виступи на Олімпіадах
| Олімпіада  | Дисципліна       | Місце |
| ---------- | ---------------- | ----- |
| Пекін 2008 | рапіра, особисті | 17    |
| Пекін 2008 | рапіра, командні | 2     |